# Cătălin Hîldan
Cătălin George Hîldan (Brănești, Ilfov, 1976. február 3. – Oltenița, 2000. október 5.) román válogatott labdarúgó, középpályás.

## Pályafutása

### Klubcsapatokban
Nyolcéves korában kezdett el sportolni, és először bátyjával, Cristivel egyetemben a rögbivel próbálkozott. Két évvel később, 1986-ban bekerült a Dinamo București utánpótláscsapatába. A Dinamo felnőtt csapatában az első mérkőzését 1994. október 2-án játszotta az ősi rivális Steaua București ellen. Néhány hónappal később kölcsönadták a Târgovişte csapatának, ahol segített megnyerni a másodosztályt, aminek köszönhetően feljutottak az első osztályba. Miután visszatért a Dinamóhoz, az elkövetkező években megkapta a csapatkapitányi karszalagot. Az 1999–2000-es szezon végén vezetésével 3–2-re legyőzték a Steauát, és megszerezték a bajnoki címet. Ezzel nyolc év után lett ismét bajnok a Dinamo.

### A válogatottban
Tagja volt a Romániában rendezett 1998-as U21-es Európa-bajnokságon házigazdaként részt vevő román U21-es válogatottnak.
A felnőtt válogatott tagjaként részt vett a 2000-es Európa-bajnokságon, de egyetlen alkalommal sem lépett pályára.
A nemzeti csapatban 1999 és 2000 között 8 alkalommal szerepelt, és 1 gólt szerzett.

### Halála
2000. október 5-én egy Dinamo–FC Oltenița barátságos mérkőzés 74. percében a pályán összeesett, és kórházba szállítás után meghalt. A halál oka hirtelen szívmegállás volt. Emlékére a Dinamo stadionjának északi oldalát Cătălin Hîldan-lelátónak nevezték el, a szurkolóktól pedig megkapta az egyetlen kapitány címet.

## Sikerei, díjai
Dinamo București
- Román bajnok (1): 1999-2000
- Román kupagyőztes (1): 1999–2000

## Külső hivatkozások
- Statisztika a romaniansoccer.ro honlapján
- Cătălin Hîldan – a National-football-teams.com honlapján